# Hamburger Polo Club
Koordinaten: 53° 33′ 37,6″ N, 9° 51′ 18,5″ O

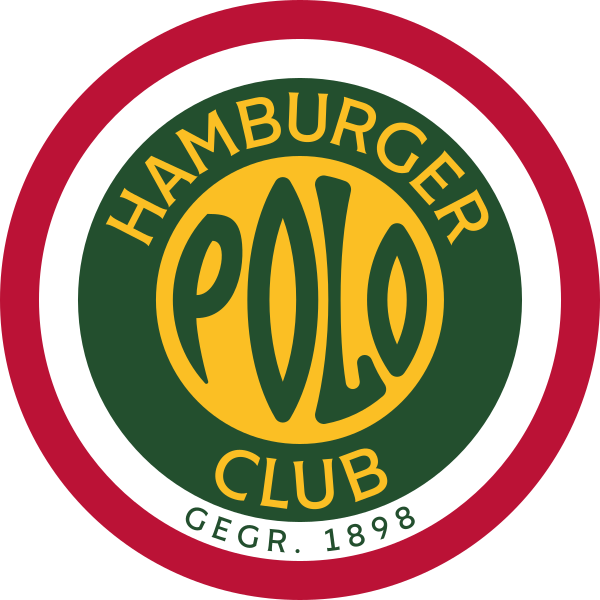
Logo vom Hamburger Polo Club

Der Hamburger Polo Club ist ein 1898 gegründeter Sportverein in Hamburg, der Abteilungen für Polo, Hockey und Tennis unterhält. Der Verein mit seinen rund 2.000 Mitgliedern hat seine Clubanlage in Klein Flottbek. Sie umfasst einen Poloplatz, ein Kunstrasenkleinfeld, eine eigene Sporthalle sowie neun Sand-Tennisplätze, davon fünf mit Flutlicht. Seit 2023 hat der Club einen der ersten CO2-neutralen Hockey-Kunstrasen auf der Anlage und einen weiteren rund 500 m nördlich. Clubpräsident ist derzeit Thies Algner.

## Polo

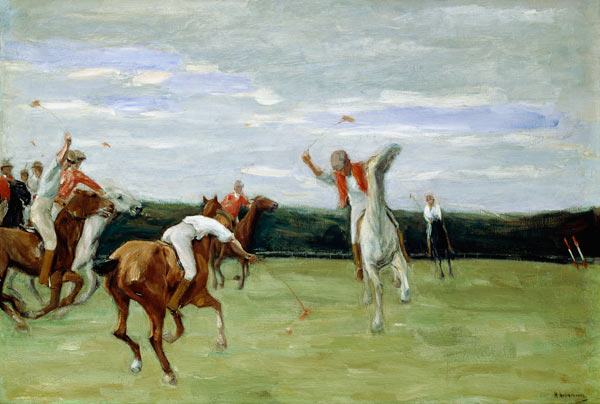
Polospieler in Jenischs Park von Max Liebermann (1903)

Polo wird seit der Gründung des Clubs gespielt. Das erste Polospiel fand am 25. Juni 1898 auf dem Gelände der Trabrennbahn in Bahrenfeld statt. Am 3. August 1901 wurde ein Poloplatz auf den „Terrain des Jenisch'schen Parkes“ unmittelbar am Bahnhof Klein Flottbek mit einem Spiel eingeweiht. Seit 1902 wurden während der „rennfreien“ Tage des Deutschen Derby „Internationale Poloturniere“ veranstaltet. Erfahrene Polomannschaften spielten um den „Champion-Cup“ und den „Prinz Joachim Albrecht-Pokal“, weniger erfahrene um den „Novices-Cup“. Zusätzlich zu den Polospielen fanden Gymkhana-Spiele statt, u. a. Tandem-Rennen und Radpolo. Zu den Polospielern der „ersten Stunde“ gehören u. a. Heinrich Hasperg, Ernst von Heintze und Otto Traun (1870–1943). Die Presse berichtete ausführlich.
Ab Beginn des Ersten Weltkrieges bis 1921 wurden keine Spiele mehr durchgeführt. 1927 kaufte der Warenhausmillionär und Kunstsammler Max Emden – seit 1905 selbst aktives Club-Mitglied – das gesamte Pologelände und verpachtete es an den Verein. Zudem stiftete Emden dem Club das heutige Clubhaus, das von Heinrich Amsinck im Stil des Neuen Bauens von 1927–1928 errichtet wurde. Aufgrund seiner jüdischen Herkunft wurde Emden 1935 zum Verkauf seiner Klein Flottbeker Ländereien weit unter Wert an die Stadt Altona gezwungen. 1935 wurde der Hamburger Polo Club „gleichgeschaltet“ und bildete fortan Mitglieder der SA- und SS-Reiterstaffeln aus. 1936 vertrat der Hamburger Polo Club Deutschland bei den Olympischen Spielen in Berlin.
Nach 1945 wurde das Gelände von den Briten beschlagnahmt. Erst mit der Rückgabe 1955 wurde der Club reaktiviert und ab 1959 fanden der Champion Cup (gestiftet 1909), der Berlin Pokal (gestiftet 1910) und Bremer Pokal (gestiftet 1928) regelmäßig statt.
Seit 1979 wird fast jährlich der Gold-Pokal des Deutschen Polo Verbandes, der auch seinen Sitz auf der Anlage des Clubs hat, in Hamburg gespielt. Hamburg wurde in den 1980er und 1990er Jahren die nationale Hochburg des Polosports. Unter den Polospielern des Vereins befinden sich auch die besten Spieler Deutschlands: Thomas Winter mit einem Handicap von 5, Christopher Kirsch (Hcp. 4) und Christopher Winter (Hcp. 3).

### Liebermann’s Polo-Bilder
Während seines Aufenthalts in Hamburg 1902 besuchte Max Liebermann öfter das Polo-Feld. In dieser Zeit entstanden mehrere Bilder, die das Polospiel der Vereinsmitglieder zum Thema haben.

## Concours Hippique
Der Hamburger Polo Club veranstaltete von 1900 bis 1912 mit wenigen Ausnahmen jährlich Concours Hippique im Velodrom am Rothenbaum. Ein Concours Hippique wurde später als „Pferdeschau“ bezeichnet. Eine Veranstaltung bestand aus Wettbewerben im Springen, in der Dressur und im Gespannfahren. Sie gilt als Vorläufer des Deutschen Spring- und Dressurderbys.

## Tennis
Die Tennisabteilung hat rund 650 Mitglieder. Von den sieben Plätzen werden fünf im Winter mit zwei heizbaren und miteinander verbundenen Traglufthallen überbaut. Sieben Herren- und sechs Damen-Teams nehmen an den Medenspielen teil. Im Jugendbereich gibt es momentan neun Mannschaften. Die erste Herren-Mannschaft des Hamburger Polo Club spielt aktuell (Stand Mai 2017) in der Sommersaison in der Regionalliga Nord-Ost, sowie in der Wintersaison in der Nordliga.

## Hockey
Der Hamburger Polo Club verfügt seit 1998 über einen eigenen Kunstrasenplatz am Hemmingstedter Weg, seit 2007 auf dem Clubgelände über eine Hockeyhalle und ein Kleinfeld-Kunstrasenplatz sowie seit 2023 auch über einen neuen Kunstrasen auf der Anlage an der Jenischstraße. Das Aushängeschild des Vereins bildete lange Zeit das 1. Damenteam, das 2008/2009 auf dem Feld in der 2. Bundesliga spielte und in der Halle wieder den Aufstieg in die Bundesliga schaffte. Aktuell spielen die Damen in der Halle und auf dem Feld in der 2. Bundesliga Nord.
Die 1. Herren spielen aktuell in der Halle als auch auf dem Feld in der 1. Bundesliga. Der bisher größte Erfolg war in der Saison 2021/22 der Vizetitel der deutschen Meisterschaft sowie die Teilnahme am Final8 der Euro Hockey League in der Saison 2022/23.
Weiterhin hat der Hamburger Polo Club über 300 jugendliche Hockeyspieler und betreibt für die Kleinsten eine Ballschule (ActivKids).